# Ziferblat
Ziferblat (ukr. Циферблат) – ukraiński zespół muzyczny założony w 2015. W skład zespołu wchodzą: Danyjił Łeszczynski, Wałentyn Łeszczynski i Fedir Chodakow. Reprezentanci Ukrainy w 69. Konkursie Piosenki Eurowizji (2025).

## Historia
Zespół w 2015 a dwa lata później wydali swój debiutancki minialbum Kinoseans. W 2019 muzycy wzięli udział w ukraińskiej odsłonie programu X-Factor. W 2022 zgłosili się do udziału w programie Widbir 2023 stanowiącym krajowe eliminacje do 67. Konkursu Piosenki Eurowizji, ale nie znaleźli się w stawce finałowej. W tym samym roku wydali debiutancki albumy studyjny pt. Peretworennia. W 2024 z utworem „Place I Call Home” zajęli drugie miejsce w finale programu Widbir 2024.
8 lutego 2025 z piosenką „Bird of Pray” zwyciężyli w finale programu Widbir 2025, dzięki czemu uzyskali prawo do reprezentowania Ukrainy w 69. Konkursie Piosenki Eurowizji w Bazylei. 13 maja wystąpili w pierwszym półfinale i awansowali do finału.

## Dyskografia

### Albumy
| Rok  | Dane dot. albumu                                                                                                |
| ---- | --- |
| 2023 | Peretworennia - Wydany: 7 kwietnia 2023 - Wytwórnia: Geisha Ninja Samurai - Format: digital download, streaming |

### Minialbumy
| Rok  | Dane dot. minialbumu                                                                                | Najwyższa pozycja na liście |
| Rok  | Dane dot. minialbumu                                                                                | LTU                         |
| ---- | --------------------------------------------------------------------------------------------------- | --------------------------- |
| 2025 | Of Us - Wydany: 2 maja 2025 - Wytwórnia: Geisha Ninja Samurai - Format: digital download, streaming | 39                          |

### Single
| Rok                                                      | Tytuł                   | Najwższe pozycje na listach | Najwższe pozycje na listach | Najwższe pozycje na listach | Najwższe pozycje na listach | Album         |
| Rok                                                      | Tytuł                   | UKR                         | UKR Air.                    | LTU                         | SWE                         | Album         |
| -------------------------------------------------------- | ----------------------- | --------------------------- | --------------------------- | --------------------------- | --------------------------- | ------------- |
| 2019                                                     | „Wnoczi”                | –                           | –                           | –                           | –                           | –             |
| 2022                                                     | „Zemla”                 | –                           | –                           | –                           | –                           | –             |
| 2022                                                     | „Dla czoho ty pryjszła” | –                           | –                           | –                           | –                           | –             |
| 2023                                                     | „Dysko-Fanko Terapija”  | –                           | –                           | –                           | –                           | Peretworennia |
| 2023                                                     | „Strach”                | –                           | –                           | –                           | –                           | Peretworennia |
| 2023                                                     | „Koroliwstwo”           | –                           | –                           | –                           | –                           | Peretworennia |
| 2024                                                     | „Place I Call Home”     | –                           | –                           | –                           | –                           | –             |
| 2024                                                     | „Druh, dim zwukozapysu” | –                           | –                           | –                           | –                           | –             |
| 2024                                                     | „Doteper i nazawżdy”    | –                           | –                           | –                           | –                           | –             |
| 2025                                                     | „Bird of Pray”          | 16                          | 34                          | 15                          | –                           | Of Us         |
| „–” oznacza, że singel nie był notowany na danej liście. |                         |                             |                             |                             |                             |               |